# Youssouf Ndayishimiye
Youssouf Nyange Ndayishimiye (Buyumbura, Burundi, 27 de octubre de 1998) es un futbolista burundés. Juega de centrocampista y su equipo es el O. G. C. Niza de la Ligue 1 de Francia. Es internacional absoluto por la selección de Burundi desde 2017.

## Trayectoria
Ndayishimiye comenzó su carrera en el Aigle Noir F. C. y luego pasó por el fútbol turco.
En enero de 2023 fichó por el O. G. C. Niza de la Ligue 1 de Francia.

## Selección nacional
Debutó por la selección de Burundi el 11 de marzo de 2017 ante Yibuti por un amistoso.

## Estadísticas
Actualizado al último partido disputado el 25 de abril de 2025.

## Palmarés

### Títulos nacionales
| Título                      | Club             | País    | Año     |
| --------------------------- | ---------------- | ------- | ------- |
| Primera División de Burundi | Aigle Noir F. C. | Burundi | 2018-19 |
| Copa de Burundi             | Aigle Noir F. C. | Burundi | 2018-19 |